# Проханов, Александр Степанович
Алекса́ндр Степа́нович Проха́нов (30 января [11 февраля] 1871 — 2 [15] апреля 1912, Тифлис) — русский богослов и религиозный деятель, один из лидеров молокан. Основатель и первый редактор журнала «Духовный Христианин» (1905—1912), доктор богословия и доктор медицины (1910), родной брат Ивана Степановича Проханова, дед писателя А. А. Проханова. 
По воспоминаниям своего правнука, получил личное дворянство за научные заслуги в медицине.

## Биография
Родился в семье молокан, правда, сначала отец (в 1875 году), а затем и старший брат Иван (в 1886 году) присоединились к баптистам.
В 1889 году вместе со старшим братом Иваном начал выпуск религиозного журнала «Вифезда» («Беседа»), печатаемого сначала на гектографе, а затем литографическим способом.
После Дерптского университета обучался медицине в Париже, там же посещал Протестантский богословский факультет.
Скончался 2 (15) апреля 1912 года от сыпного тифа, которым заразился в больнице, исполняя свой врачебный долг. 
В некрологе на смерть А. С. Проханова, опубликованном в журнале «Баптист» автор (Д. И. Мазаев) упоминал, что А. С. Проханов был «основателем и душой» журнала «Духовный Христианин», и занимался этим бескорыстно, из убеждений. «Умер человек любивший свое молоканство и по-своему для него трудившийся, отдавая ему своё время, свои силы, свои знания и свои средства», — писал Мазаев. По его мнению, со смертью А. С. Проханова молоканство, «без того не богатое, стало ещё беднее».

## Религиозная деятельность

### Создание Общества образованных молокан
В конце 1890-х А. С. Проханов стал инициатором создания Общества образованных молокан. Программа Общества предусматривала объединение образованных верующих «на почве такого мировоззрения, которое исключало бы всякое противоречие между религией и наукой и приводило бы их во взаимную гармонию», с дальнейшим преобразованием духовного христианства.
Учредители общества заявляли, что они признают законы природы, а не чудеса, а потому отвергают авторитет Библии в вопросах происхождения солнечной системы и происхождения человека и органических существ (отдавая предпочтение дарвинизму). Они отказались от признания богодухновенности Библии, считая, что человеку в поисках истины следует полагаться не на неё, а на «свои личные суждения».
Организованное им общество Проханов характеризовал как «религиозное безбожное сектантское общество», хотя по существу Общество не было безбожным: отрицая Божье сотворение солнечной системы и земли, «образованные молокане» в то же время утверждали существование Бога, бессмертие души и молитву, как выражение зависимости человека от Бога.
Идеи Общества имели некоторый отклик среди молоканской студенческой молодёжи и интеллигенции. Попытки Проханова привлечь на свою сторону баптистов к успеху не привели. Общество просуществовало, по видимому, несколько лет и выработало несколько идей, приспосабливающих религию к науке, и проповедуя их по молоканским общинам. Достичь заявленного объединения и преобразования духовного христианства Обществу не удалось.

### Издание журнала «Духовный Христианин»
В 1905 году основал первый журнал молокан — «Духовный Христианин». Журнал служил объединению молоканского братства, рассеянного по всей Российской империи. Особенностью журнала была его демократичность, когда на страницах публиковались самые разнообразные мнения по богословским вопросам, иногда противоречащие друг другу. Журнал также уделял много места дискуссии молокан с баптистами, публиковал апологетическую переписку лидеров молокан и баптистов.

### Финансирование протестантов
Кроме того, Александр Степанович учредил во Владикавказе «Прохановское Кредитное Товарищество» — финансовую организацию, осуществлявшую функции банка для протестантов (молокан, евангельских христиан, баптистов). Товарищество имело правление, формировавшееся на выборных условиях, и выдавало протестантам льготные кредиты на сельскохозяйственную деятельность, приобретение оборудования для мастерских, покупку лошадей и колясок для извоза. Прибыль направлялась на благотворительные цели.